# Lufengpithecini
Los lufengpitecinos (Lufengpithecini) son una tribu extinta de primates ponginos que únicamente incluye dos géneros, Lufengpithecus, Ankarapithecus y Megathropus.
Están estrechamente emparentados con la tribu Pongini que incluye a los orangutanes modernos.